# 裏窓 MAKI V
『裏窓 MAKI V』（うらまど マキ ファイブ）は、1973年11月5日に発表された浅川マキの4枚目（通算5枚目）のオリジナルアルバムである。通称、『裏窓』。
最初のCD化は1990年12月19日にリリースされた『浅川マキの世界 CD10枚組BOX 自選作品集』（規格品番：TOCT-5941）の中の一枚としてリリース。（本BOX-SETは2010年に『浅川マキの世界 CD10枚組BOX自選作品集【復刻限定生産】 [Box Set, Limited Edition]』として再リリース。）
2011年1月19日、紙ジャケット仕様でリ・マスタリングの上、再発（企画品番：TOCT-27045）。
本作収録音源は他に、「DARKNESS I 」（1995年）と「DARKNESS III」 （1997年）、「DARKNESS IV 」（2007年）、「Long Good-bye」（2010年）でも聴くことができる。

## 解説
スタジオ録音と共に神田共立講堂や明大前キッドアイラックホールでの実況録音を含む。
紙ジャケ盤での再発CDに納められた歌詩カードは、オリジナルレコード（LP盤）の歌詩カードを復刻したもの。

## 収録曲

### Side A
1. こんな風に過ぎて行くのなら
  - 作詩[3]・作曲：浅川マキ

  - 1972年7月、シングル・カット。規格品番：ETP-2691。

  - シングル・ヴァージョンは深町純による編曲。本アルバムにはアルバム・ヴァージョンで収録。
2. 裏窓
  - 作詩：寺山修司／作曲：浅川マキ

  - 1973年4月13日、明大前キッドアイラックホールでの実況録音。
  - 1973年7月5日、シングル・カット。規格品番：ETP-2862。
3. あの男（ひと）が死んだら WHEN THAT MAN IS DEAD AND GONE
  - 作詩・作曲：Jruing Berlin／日本語詩：浅川マキ
  - JASRACデータベースでは、作詩・作曲：Iraing Berlin と登録[4]。
4. セント・ジェームス病院 St. JAMES INFIRMARY
  - 作詩・作曲：Joe Primrose／日本語詩：浅川マキ

  - 1973年6月15日、神田共立講堂での実況録音。
  - 南里文雄、最後のレコーディング。
  - JASRACデータベース上では、作詩・作曲：Joe Primrose & Irving Mills と登録[4]。
5. ロンサム・ロード LONESOME ROAD
  - 作詩：Gene Austin／作曲：Nathaniel Shilkret／日本語詩：浅川マキ

  - 1973年6月15日、神田共立講堂での実況録音。

### Side B
1. 引越し
  - 作詩・作曲：浅川マキ

  - 1972年7月、シングル・カット。規格品番：ETP-2691 B面。
2. トラブル・イン・マインド TROUBLE IN MIND
  - 作詩・作曲：Richard M. Jones／日本語詩：浅川マキ

  - JASRACデータベース上では、作詩・作曲：Richard M. Jones & Amos Milburn と登録[4]。
3. 翔ばないカラス
  - 作詩：真崎守／作曲：浅川マキ

  - 1973年7月5日、シングル・カット。規格品番：ETP-2862 B面。

但しシングル音源はシングル・ヴァージョンであり、本盤収録の音源は、アルバム・ヴァージョン。
4. 町の酒場で
  - 作詩・作曲：浅川マキ
5. ケンタウロスの子守唄
  - 作詩：筒井康隆／作曲：山下洋輔

  - オリジナルは1970年にビクターから発表されたアルバム『21世紀のこどもの歌』（オムニバス・V.A.）の中の一曲であり、麻里圭子が創唄したもの。本作はカヴァー。

## 演奏者
- 浅川マキ - Vocals, Percussion
- 萩原信義 - Acoustic Guitar
- 富倉安生 - Electric Bass
- 白井幹夫 - Electric Piano
- 小松崎政雄 - Drums
- 斉藤伸雄 - Percussion
- 市原宏祐 - Clarinet
- 南里文雄 - Trumpet
- 渋谷森久 - Piano, Hammond Organ
- 山下洋輔 - Piano
- 大塚勝久 - Drums
- つのだ・ひろ - Drums
- 片岡輝彦 - Trombone
- 斎藤清 - Tenor Sax
- 高中正義 - Electric Bass

## スタッフ
- 寺本幸司 - Producer
- 関根ゆき子 - Producer
- 渋谷森久 - Director
- 吉野金次 - Mixer
- 菅原達雄 - Mixer （Track 4. 5.）
- 田村仁 - Photo
- 周東圀夫 - Designer
- 田村洋子 - Recording Manager

- MUSIC FACTORY FAMILY CORP. - Produce